# Кумай (село)
Кума́й (каз. Құмай) — село у складі Єсільського району Акмолинської області Казахстану. Входить до складу Красивинського сільського округу.
Населення — 175 осіб (2021; 212 у 2009, 204 у 1999, 214 у 1989).
Національний склад станом на 1989 рік:
- казахи — 73 %.

Станом на 1989 рік село називалось Кумайське.